# Phil Pietroniro
Phil Pietroniro (* 27. Mai 1994 in Montreal, Québec) ist ein italo-kanadischer Eishockeyspieler, der seit 2022 beim HK Dukla Trenčín in der slowakischen Extraliga unter Vertrag steht.

## Karriere
Phil Pietroniro, der als Sohn italienischstämmiger Eltern in Kanada geboren wurde, begann seine Karriere bei Nachwuchsmannschaften in Phoenix im US-Bundesstaat Arizona. 2011 wechselte er zu den Corpus Christi IceRays in die North American Hockey League. Ab 2012 spielte er für verschiedene Mannschaften in der Ligue de hockey junior majeur du Québec, die er 2014 mit den Foreurs de Val-d’Or gewann. Nach seiner Juniorenzeit wechselte er für zwei Jahre zu den Utah Grizzlies in die ECHL. 2017 zog es ihn in das Land seiner Vorfahren, wo er für Asiago Hockey in der Alps Hockey League spielte, die er mit dem Klub 2018 gewann. Zudem gewann er mit dem Klub 2020 die Italienische Meisterschaft. Anschließend schloss er sich dem Ligakonkurrenten SG Cortina an, bevor er 2021 zu den Scorpions de Mulhouse 1997 in die französische Ligue Magnus wechselte. Seit 2022 spielt er beim HK Dukla Trenčín in der slowakischen Extraliga.

### International
Pietroniro spielt seit seiner Einbürgerung 2018 in der italienischen Nationalmannschaft. Sein erstes Turnier absolvierte er bei der Weltmeisterschaft 2021 in der Top-Division. Dort lief er auch bei der Weltmeisterschaft 2022 auf, als das Team abstieg. Daraufhin nahm er 2023 mit den Italienern in der Division I teil.

## Erfolge und Auszeichnungen
- 2014 Coupe-du-Président-Gewinn mit den Foreurs de Val-d’Or
- 2018 Gewinn der Alps Hockey League mit Asiago Hockey
- 2020 Italienischer Meister mit Asiago Hockey

## Karrierestatistik
Stand: Ende der Saison 2022/23

### International
Vertrat Italien bei:
- Weltmeisterschaft 2021
- Weltmeisterschaft 2022
- Weltmeisterschaft der Division IA 2023

(Legende zur Spielerstatistik: Sp oder GP = absolvierte Spiele; T oder G = erzielte Tore; V oder A = erzielte Assists; Pkt oder Pts = erzielte Scorerpunkte; SM oder PIM = erhaltene Strafminuten; +/− = Plus/Minus-Bilanz; PP = erzielte Überzahltore; SH = erzielte Unterzahltore; GW = erzielte Siegtore; 1 Play-downs/Relegation; Kursiv: Statistik nicht vollständig)